# José Ardillo
Œuvres principales
- Les Illusions renouvelables
- El salario del gigante

José Ardillo, pseudonyme de José Antonio García, né en 1969 à Madrid, est un écrivain espagnol.

## Biographie
José Ardillo est un des éditeurs de la revue de critique anti-industrielle Los Amigos de Ludd entre 2001 et 2006.
Il publie Les Illusions renouvelables en 2007 (traduit en français en 2015), ouvrage dans lequel Ardillo analyse l'histoire récente de l'exploitation énergétique dans son rapport au pouvoir et développe une critique acérée du modèle social actuel, y compris de certaines illusions écologistes sur les énergies renouvelables.
En 2011, José Ardillo publie son premier roman d'anticipation, El salario del gigante, dont l'action se situe en l'an 2098 dans un monde où la rareté de l'eau douce et la destruction désinvolte des biens naturels ont mené l'humanité à être gouvernée par un strict écofascisme.
En 2013, Ardillo publie son deuxième roman, La repoblación.
José Ardillo écrit dans plusieurs revues libertaires et anti-industrielles telles que Argelaga (fondée par Miguel Amorós), Raíces, Cul de Sac (où écrivent Juanma Agulles et Javier Rodríguez Hidalgo), Ekintza Zuzena et Invierno.

## Œuvres

### En français
- Les Illusions renouvelables. Énergie et pouvoir : une histoire, L'Échappée, 2015.
- La Liberté dans un monde fragile. Écologie et pensée libertaire, L'Échappée, 2018.

#### Articles
- Malthus et les libertaires, Réfractions, n°25, automne 2010[2].
- « Le mythe de la finitude terrestre » Réponse à Philippe Pelletier, Réfractions, n°28, printemps 2012[3]

### En espagnol
- Las ilusiones renovables, essai, Muturreko Burutazioak, 2007
- El salario del gigante, roman, Pepitas de calabaza, 2011
- La repoblación, roman, 2013
- Ensayos sobre la libertad en un planeta frágil, essai, Ediciones El Salmón, 2014
- Buenos días, Sísifo, roman, La Vihuela, 2014
- Los primeros navegantes, récits, Ediciones El Salmón, 2018